# Acmaeodera pletura
Acmaeodera pletura  (лат.) — вид жуков-златок рода Acmaeodera из подсемейства Polycestinae (Acmaeoderini). Распространён в Новом Свете. Кормовым растением имаго являются: Sphaeralcea sp., Fallugia paradoxa, Cowania stansburiana, (Barr 1972:165); а у личинок — неизвестны.
Вид был впервые описан в 1972 году американским колеоптерологом Уильямом Барром (William F. Barr, University of Idaho, Moscow, США).